# 克利奇卡
克利奇卡（羅馬化：Klichka）是俄罗斯外贝加尔边疆区的市级镇，属普里额尔古纳斯克区，在区行政中心普里额尔古纳斯克西偏北、边疆区首府赤塔东南方。
该地2021年人口有1,127人；2010年人口1,786；2002年人口2,628；1989年人口4,412。